# Selenops montigenus
Selenops montigenus är en spindelart som beskrevs av Simon 1889. Selenops montigenus ingår i släktet Selenops och familjen Selenopidae. Inga underarter finns listade i Catalogue of Life.